# Instruction d'Hordjédef
L'instruction d'Hordjédef, aussi connu sous le nom de l'enseignement de Djédefhor, appartient à la littérature didactique de l'Ancien Empire. Elle est probablement la plus ancienne de toutes les instructions connues, composée pendant la Ve dynastie selon Miriam Lichtheim, antérieure aux instructions de Kagemni et aux maximes de Ptahhotep. Seuls quelques fragments du début du texte ont survécu sur une poignée d'un ostracon datant du Nouvel Empire et une tablette en bois de la Basse époque.

## Auteur
Les premières lignes du texte semblent identifier l'auteur de l'Instruction comme le prince Hordjédef, fils cadet de Khéops, mais cela semble improbable.
Durant l'Antiquité, Hordjédef est considéré comme un sage, son nom apparaît dans le papyrus Westcar, et selon les instructions de la chanson du harpiste dans la tombe du roi Antef VII, dont une copie survit dans le papyrus Harris 500, il est mentionné comme l'égal d'Imhotep, ses maximes ayant survécu, alors que sa tombe a été perdue.
Sa renommée était grande surtout pendant les périodes de renouveau du classicisme, au moment où, avec d'autres sages de l'Ancien Empire, il est devenu un modèle pour les scribes débutants. Surtout que l'éducation était très rare dans cette société, la capacité de lire et écrire semblait presque magique : tous les mots écrits sur le thème du pouvoir avaient la réputation d'être importants.